# Gary Mason
Gary H. Mason, conocido como Big Daddy G., es un productor de música, director y promotor de vídeos musicales panameño.

## Biografía

### Carrera musical
Mason coprodujo el Festival Internacional de la Canción de Viña del Mar por primera vez en 1979 por 10 años. 
Algunos de los artistas que Mason ha estado haciéndoles giras, promocionado y / o producido son: Donna Summer, Ray Conniff, War, Peter Frampton, José Feliciano, Matt Monro, Shirley Bassey, Air Supply, Anita Ward, Sister Sledge, Jerry Lewis, Paul Michael Glaser, David Soul, Roberta Flack, Maurice Jarre, Krokus, Nazareth, Gaby, Jam & Suppose, Renato, Gloria Gaynor, y Modern Talking. Mason recientemente completo una nueva versión del tema "It's Tricky" con la participación de Rev. Run y Kathy Phillips.
Mason es actualmente vicepresidente sénior de SEI Corp. y estableció Fuerte Suerte Music (BMI), Big Daddy G. Music (ASCAP) y Raggaforce Music.

## Awards
Entre sus muchos premios, Él recibió nominaciones de Billboard Music Award como Mejor Director y Mejor Producción de nuevos artistas. Ha participado en producciones que han contado con 5 nominaciones a los Grammy.